# Trpasličí planeta

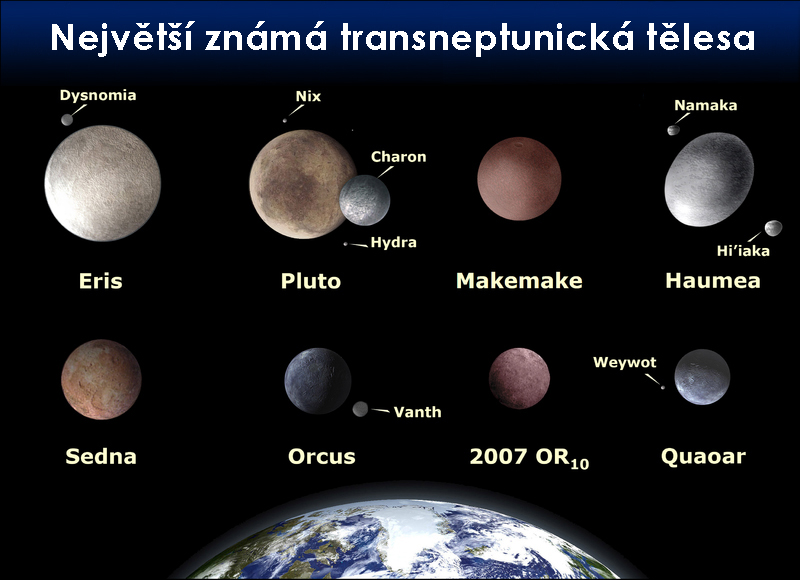
Přehled trpasličích těles (trpasličích planet a dalších kandidátů) za oběžnou dráhou Neptunu

Trpasličí planeta je objekt sluneční soustavy, který je podobný planetě a musí splňovat následující kritéria:
- obíhá okolo Slunce
- má dostatečnou hmotnost, aby jeho gravitace překonala vnitřní síly a dosáhl hydrostatické rovnováhy
- během svého vývoje nepročistil své okolí, aby se stal v dané zóně dominantní
- není satelitem

Tato definice se až na svůj třetí bod shoduje s definicí planet. Byla schválena na XXVI. valném shromáždění Mezinárodní astronomické unie (IAU) v Praze 24. srpna 2006. Do té doby bylo Pluto počítáno mezi planety.
Trpasličí planety nejsou podmnožinou planet. Naopak pod trpasličí planety patří tzv. plutoidy – trpasličí planety obíhající Slunce až za dráhou Neptunu.

## Přehled trpasličích planet

Eulerův diagram s různými typy těles sluneční soustavy

Mezinárodní astronomická unie uznává pět trpasličích planet. Kromě Cerery jde ve všech případech o plutoidy.
| Kat. číslo | Název    | Průměr (v km) | Velká poloosa (v AU) | Objev             | Trp. planetou od  |
| ---------- | -------- | ------------- | -------------------- | ----------------- | ----------------- |
| 01         | Ceres    | 965           | 2,8                  | 1. ledna 1801     | 13. září 2006     |
| 134340     | Pluto    | 2374          | 39,5                 | 18. února 1930    | 24. srpna 2006    |
| 136108     | Haumea   | 1920          | 51,5                 | 28. prosince 2004 | 17. září 2008     |
| 136472     | Makemake | 1434          | 45,7                 | 31. března 2005   | 11. července 2008 |
| 136199     | Eris     | 2326          | 67,8                 | 5. ledna 2005     | 13. září 2006     |

## Další možné trpasličí planety
Je pravděpodobné, že tato kategorie se v budoucnu rozroste o další objekty. Následující objekty dosud nebyly jako trpasličí planety oficiálně klasifikovány Mezinárodní astronomickou unií, vzhledem k jejich parametrům je však možné, že se tak stane v budoucnu. Ve všech případech se jedná transneptunická tělesa. V případě Charonu, který je v současnosti řazen jako měsíc Pluta, by se jednalo o dvojitou trpasličí planetu Pluto-Charon. Největší planetkou ve vnitřní části sluneční soustavy, které nebyl přiznán status trpasličí planety, je planetka Vesta (o průměrech 572,6 × 557,2 × 446,4 km), která se stavu hydrostatické rovnováhy blíží, nicméně podle současných poznatků jí nedosahuje. 
| Kat. číslo       | Název    | Průměr (v km) | Velká poloosa (v AU)     | Objev |
| ---------------- | -------- | ------------- | ------------------------ | ----- |
| 225088           | Gonggong | 1230          | 67,5                     | 2007  |
| (134340) Pluto I | Charon   | 1212          | 39,3 (společně s Plutem) | 1978  |
| 50000            | Quaoar   | 1070          | 43,6                     | 2002  |
| 90377            | Sedna    | 995           | 510                      | 2003  |
| 90482            | Orcus    | 910           | 99,1                     | 2004  |
| 120347           | Salacia  | 866           | 42,3                     | 2004  |